# Jaime Piqueras
Jaime Antonio Piqueras Sánchez-Concha (Lima, 8 de enero de 1927) es un exdeportista peruano en competencias de Atletismo. Su mayor logro fue la medalla de plata en el Salto con pértiga masculino de los primeros Juegos Panamericanos de 1951, realizados en Buenos Aires, Argentina.
Piqueras participó en los Juegos Olímpicos de Londres 1948 en el salto con pértiga donde ocupó el décimo sétimo lugar en la ronda de clasificación saltando 3.60 metros. Obtuvo su mejor marca personal en esta disciplina en 1951 (4.04 metros).
Es hermano del fallecido artista peruano Jorge Piqueras.

## Palmarés internacional
| Juegos Panamericanos | Juegos Panamericanos | Juegos Panamericanos |
| Buenos Aires 1951    | Buenos Aires 1951    | Buenos Aires 1951    |
| Medalla              | Prueba               | Nota                 |
| -------------------- | -------------------- | -------------------- |
| Medalla de plata     | Salto con pértiga    | 3,90 m               |

| Juegos Bolivarianos | Juegos Bolivarianos | Juegos Bolivarianos |
| Lima 1947-1948      | Lima 1947-1948      | Lima 1947-1948      |
| Medalla             | Prueba              | Nota                |
| ------------------- | ------------------- | ------------------- |
| Medalla de plata    | Salto con pértiga   | 3,40 m              |
| Caracas 1951        |                     |                     |
| Medalla de oro      | Salto con pértiga   | 3,75 m              |

| Campeonato Sudamericano de Atletismo | Campeonato Sudamericano de Atletismo | Campeonato Sudamericano de Atletismo |
| La Paz 1948                          | La Paz 1948                          | La Paz 1948                          |
| Medalla                              | Prueba                               | Nota                                 |
| ------------------------------------ | ------------------------------------ | ------------------------------------ |
| Medalla de plata                     | Salto con pértiga                    | 3,70 m                               |
| Buenos Aires 1952                    |                                      |                                      |
| Medalla                              | Prueba                               | Nota                                 |
| Medalla de plata                     | Salto con pértiga                    | 3,90 m                               |